# Erich Gerlach (Maler)
Erich Gerlach (* 9. April 1909 in Loschwitz; † 1. Februar 2000 in Dresden) war ein deutscher Maler und Grafiker.

## Leben
1923 begann Gerlach eine Lehre als Lithograf, später als Musterzeichner, brach aber beide noch im selben Jahr ab. Ab 1927 studierte er an der Akademie für Kunstgewerbe in Dresden bei Paul Herrmann (1859–1935), Georg Erler und Arno Drescher (1882–1971). Von 1931 bis 1936 arbeitete er in Teilzeit mit Otto Griebel als Grafiker am Hygiene-Museum Dresden. Er war danach freischaffend als Maler und Grafiker tätig und dienstverpflichtet wieder als Grafiker am Hygiene-Museum mit Hermann Glöckner. Er war Mitglied der Reichskammer der bildenden Künste und bis 1941 auf wichtigen Ausstellungen vertreten. 1943/1944 war er Gasthörer bei Kurt Wehlte an der Staatliche Hochschule für Bildende Künste Berlin. Bei den Luftangriffen auf Dresden wurden 1945 seine früheren Werke in seiner Wohnung in der Boderitzer Straße 29 vernichtet.
Nach dem Ende des NS-Staats arbeitete Gerlach wieder am Hygiene-Museum. ehe er sich 1957 selbständig machte. Er schuf neben Tafelbildern eine Anzahl von Wandgemälden. 1949 beteiligte er sich mit Kurt Schütze mit dem Bild Berufsschulung (Sgraffito, 3,50 × 3,75 m; im Bestand des Kunstfonds des Freistaats Sachsen) an der Wandbildaktion im Rahmen der 2. Deutschen Kunstausstellung in Dresden. Von 1955 bis 1955 betätigte er sich vor allem als Messegestalter. Er unternahm 1958 Studienreisen in die UdSSR und 1966, 1969 und 1972 nach Rumänien.
Gerlach hatte in der DDR eine große Anzahl von Einzelausstellungen und war an den meisten wichtigen zentralen Ausstellungen beteiligt, u. a. von 1946 bis 1988 von der Allgemeinen Deutschen Kunstausstellung bis zur X. Kunstausstellung der DDR. Er war bis 1990 Mitglied des Verbands Bildender Künstler der DDR.
Gerlach wurde auf dem Friedhof in Dresden-Leubnitz beerdigt.

## Ehrungen
- 1966: Kunstpreis der Stadt Dresden
- 1968: Kunstpreis des Edelstahlwerks Freital
- 1974: Kunstpreis der DDR
- 1977: Nationalpreis der DDR III. Klasse
- 1981: Kunstpreis des FDGB
- 1982: Hans-Grundig-Medaille

## Weitere Museen und öffentliche Sammlungen mit Werken Gerlachs (unvollständig)
- Altenburg: Lindenau-Museum
- Beeskow: Kunstarchiv Beeskow
- Berlin: Neue Nationalgalerie[3]
- Dippoldiswalde: Lohgerber Museum & Galerie[4]
- Dresden: Galerie Neue Meister[5]
- Dresden: Kupferstichkabinett[5]
- Dresden: Städtische Galerie Dresden
- Frankfurt/Oder: Brandenburgisches Landesmuseum für moderne Kunst (vormals Museum Junge Kunst)
- Gera: Otto-Dix-Haus
- Rostock: Kunsthalle Rostock

## Ausstellungen (unvollständig)

### Sicher belegte Teilnahme an Ausstellungen in der Zeit des Nationalsozialismus
- 1934: Dresden, Brühlsche Terrasse („Sächsische Aquarell-Ausstellung“)
- 1936: Dresden, Brühlsche Terrasse („Kunstausstellung Dresden“)
- 1937: Berlin, Haus der Kunst („Graphik und Kleinplastik“)
- 1938: Dresden, Städtische Kunsthalle („Frühjahrsausstellung der Vereinigung Schaffender Künstler Dresden e. V.“)
- 1940: Dresden („Dresdner Künstlerbund. Erste Ausstellung Kriegsjahr 1940“)
- 1940: Düsseldorf, Kunsthalle („Kunstausstellung für Soldaten. Zeitgenössische Künstler stellen aus“)
- 1941 und 1943: Dresden, Brühlsche Terrasse („Große Dresdner Kunstausstellung“)

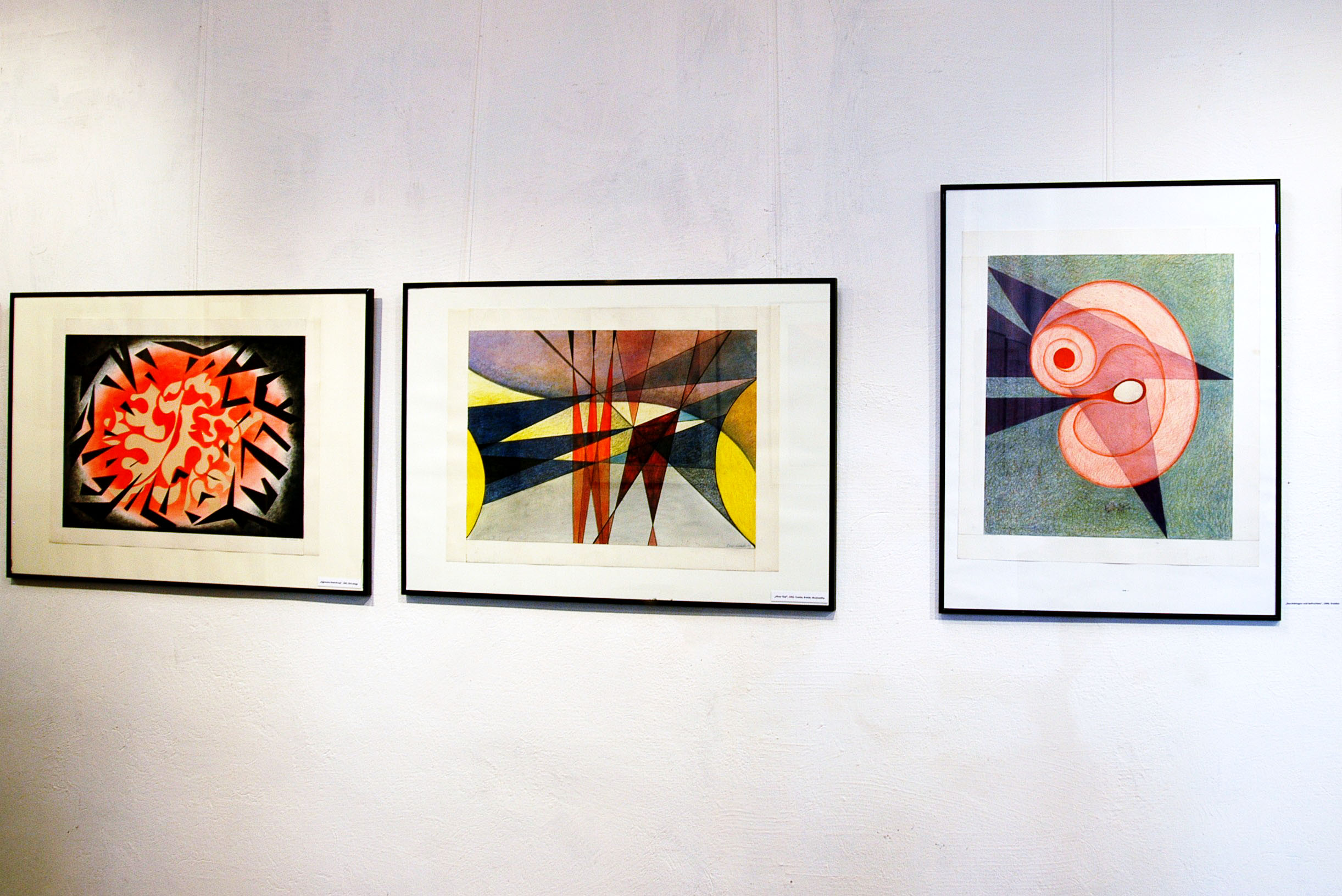
Ausstellung des Spätwerks von Erich Gerlach im Hofmannschen Gut in Dittersbach, 2009

- 1943: Dresden, Brühlsche Terrasse („Kunstausstellung Gau Sachsen“)

### Postume Einzelausstellungen
- 2009: Dittersbach: Galerie im Hofmannschen Gut
- 2010: Dresden, Sächsische Landesärztekammer[6]